# Oncideres chagasi
Oncideres chagasi là một loài bọ cánh cứng trong họ Cerambycidae.